# Hugo Klugt
Hugo Eduard August Klugt (* 14. Dezember 1879 in Hamburg; † 15. Mai 1939 ebenda) war ein deutscher Bildhauer und Maler.

## Leben
Hugo Klugt wuchs zunächst im Hause seines Großvaters auf, ehe sein Vater, Otto Klugt, 1882 ein Haus in unmittelbarer Nähe der Hamburgischen Staatsoper kaufte und dort eine Konditorei betrieb. Ab 1886 besuchte Klugt eine Privatschule, häufig unterbrochen durch die Folgen einer ererbten Blutkrankheit. Bereits 1893 entstanden durch häufige Zoobesuche erste Tierskizzen. Nach seiner Konfirmation im April 1895 besuchte er die damalige Gewerbeschule, bis er 1898 an der Berliner Akademie der Künste aufgenommen wurde und bei Otto Brausewetter Malerei studierte. 1902 wechselte Klugt an die Akademie der Bildenden Künste München, wo er zunächst von Wilhelm von Rümann, später auch von Balthasar Schmitt in Bildhauerei unterrichtet wurde. Weitere Studiengänge belegte er bei Peter Halm in der Radierkunst, ferner in den Fächern Architektur, Perspektivisches Malen sowie Plastische Anatomie.
In den Jahren 1906 und 1907 unternahm Klugt erste Studienreisen nach Holland. Ebenfalls 1907 erhielt er seinen ersten Großauftrag, die Gestaltung eines Grabmales auf dem Friedhof Ohlsdorf in Hamburg. 1908 und 1909 folgten weitere Studienreisen nach Rothenburg und Dinkelsbühl und erste Teilnahmen an Kunstausstellungen. 1911 kehrte Klugt nach Hamburg zurück und bezog ein Atelier am Schlump, weitere Aufträge im öffentlichen Raum folgten. Von 1914 bis 1918 unterrichtete er an der Gewerbeschule. 1919 wurde Klugt Mitglied in der Hamburgischen Künstlerschaft und der Loge „Zum Pelikan“, von 1923 bis 1928 führte er eine Bildhauerwerkstatt.

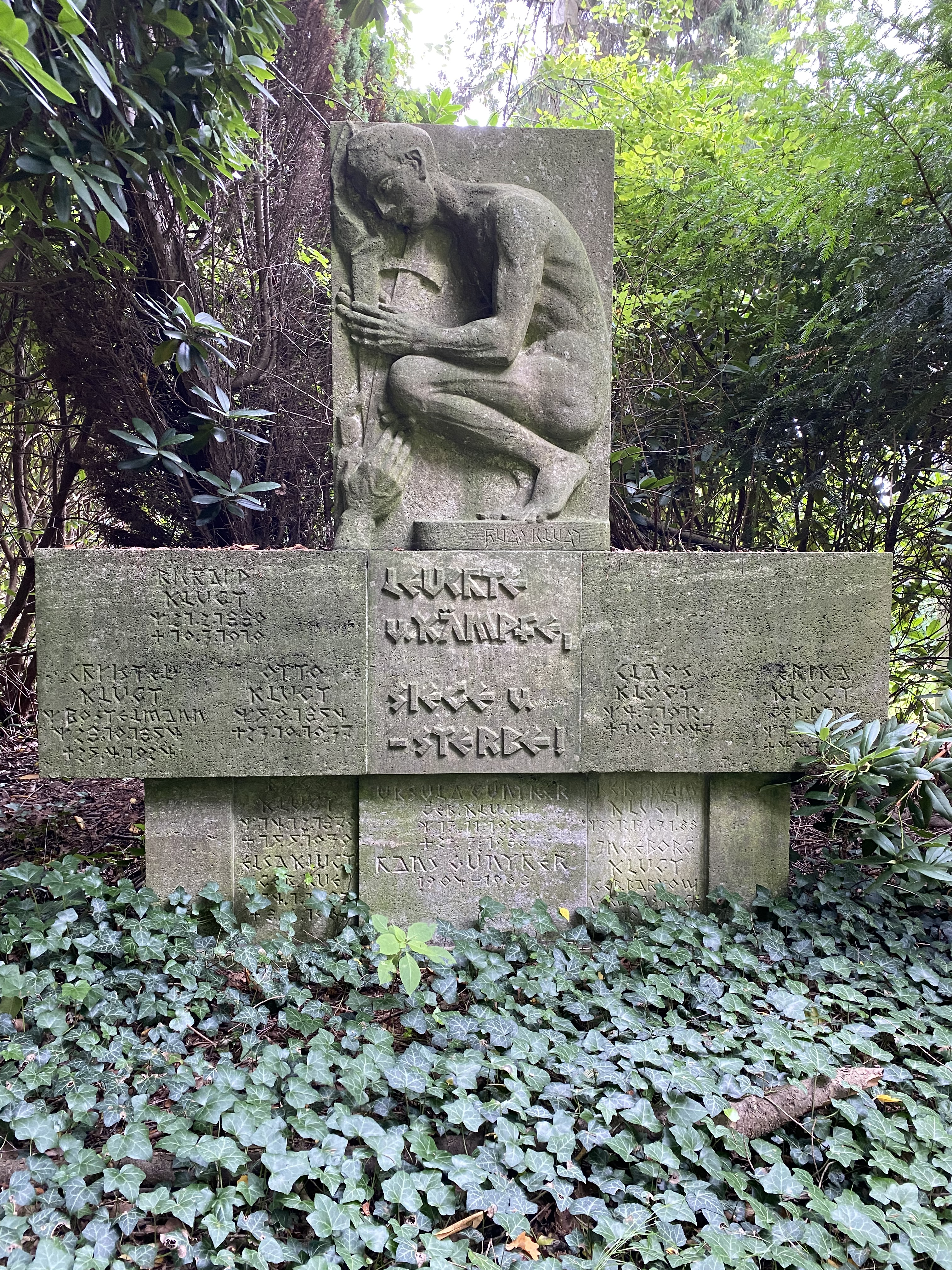
Familiengrabstätte Klugt auf dem Friedhof Ohlsdorf

Da er nach der Machtergreifung der Nationalsozialisten als Logenbruder keine öffentlichen Aufträge mehr erhielt, verlegte Klugt sein Schaffen ab 1933 auf die Ölmalerei. 1937 wurde seine Kunst als entartet eingestuft, im selben Jahr schuf er das Denkmal „Hockender Krieger“ für die Familiengrabstätte auf dem Ohlsdorfer Friedhof, in der er zwei Jahre später, nachdem er an den Folgen eines Treppensturzes 59-jährig verstorben war, beigesetzt wurde. Die Grabstätte befindet sich in den Planquadraten Q 7/Q 8 oberhalb des Gedächtnisfriedhofs.
Hugo Klugt war seit 1909 verheiratet mit Elisabeth geb. Hué († 1967). Aus dieser Ehe gingen die Kinder Wolfgang (* 1911), Claus (1912–1947) und Bertram (1917–1988) hervor.

## Werke (Auswahl)
- 1912: Glasfenster im Hotel zur Schleuse, Hamburg-Wohldorf
- 1913: Glasfenster für die alte Hammer Kirche
- 1915: Wasserspeier und Großes Hamburger Wappen am Wasserturm im Hamburger Stadtpark
- 1916: Gedenkstein Büste Alfred von Waldersee für das Graf-Waldersee-Regiment in Itzehoe
- 1925: Kriegerdenkmal in Hamburg-Volksdorf (von den Nationalsozialisten zerstört)
- 1926: Relief und Plastiken an der Elisabeth-Kirche in Hamburg-Harvestehude
- 1928: Figuren „Kultus“ und „Kulturverneiner“ (in Privatbesitz)
- 1930: Denkmal des Chinesen in Nanking

Hinzu kommen – insbesondere in den 1930er-Jahren – zahlreiche Skulpturen und Denkmäler auf Grabstätten Hamburger Friedhöfe.

## Ausstellungen
- 1908: Glaspalast München
- 1911: Museum für Hamburgische Geschichte
- 1912: Galerie Commeter
- 1925: Hamburger Kunsthalle